# Edgar Xavier Ertl

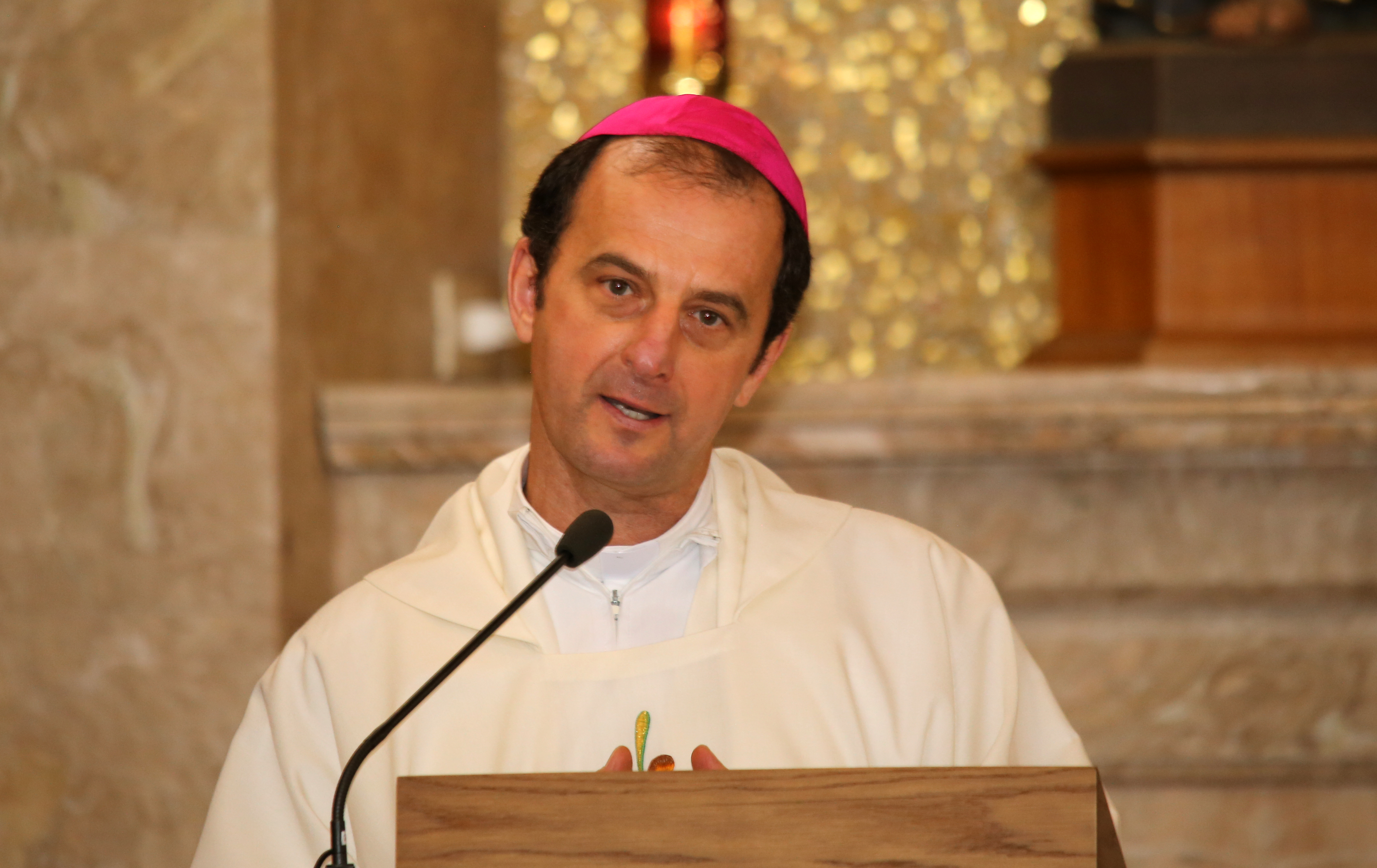
Edgar Xavier Ertl

Edgar Xavier Ertl SAC (* 3. September 1966 in Nova Prata do Iguaçu, Paraná, Brasilien) ist Bischof von Palmas-Francisco Beltrão.

Wappen von Edgar Xavier Ertl.

## Leben
Edgar Xavier Ertl trat der Ordensgemeinschaft der Pallottiner bei und legte am 25. Mai 1996 die ewige Profess ab. Er empfing am 29. Dezember 1996 durch den Bischof von Palmas-Francisco Beltrão, Agostinho José Sartori OFMCap, das Sakrament der Priesterweihe.
Am 27. April 2016 ernannte ihn Papst Franziskus zum Bischof von Palmas-Francisco Beltrão. Der Erzbischof von Cascavel, Mauro Aparecido dos Santos, spendete ihm am 23. Juli desselben Jahres die Bischofsweihe; Mitkonsekratoren waren der Prälat von Borba, Elói Róggia SAC, und der Weihbischof in São Paulo, Júlio Endi Akamine SAC. Die Amtseinführung erfolgte am 24. Juli 2016.